# Danny Cooksey

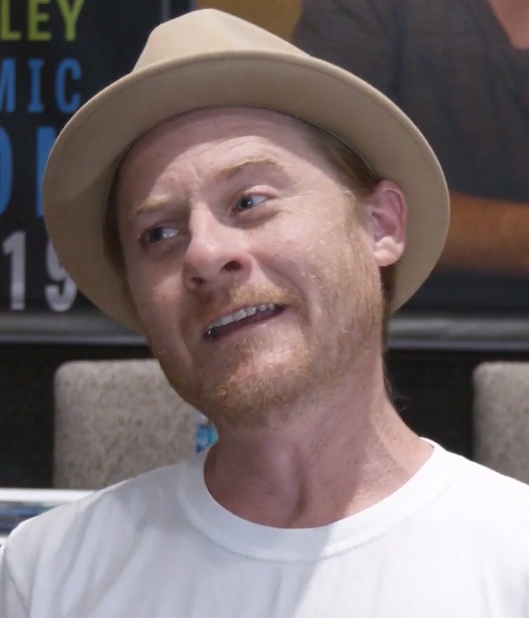
Danny Cooksey, 2019

Daniel Ray Allen Cooksey Jr. (* 2. November 1975 in Moore, Oklahoma) ist ein US-amerikanischer Schauspieler, Synchronsprecher und Musiker.

## Leben
Cooksey ist der Sohn von Melody Ann Wagner und Daniel Ray Allen Cooksey und wuchs in Moore im US-Bundesstaat Oklahoma auf.
1980 zog er mit der Familie von Oklahoma nach Los Angeles, um eine Karriere als Country-Musik-Sänger zu starten.
Zu seiner Kollegin Dana Plato aus Noch Fragen Arnold? pflegte er eine enge freundschaftliche Beziehung. Als diese 1999 an einer Überdosis verschreibungspflichtiger Medikamente verstarb, erwies Cooksey ihr die letzte Ehre und war einer der Sargträger auf der Beisetzungsfeier.
Er war vom 3. März 1998 bis zu ihrer Scheidung am 1. Juni 2019 mit der Schauspielerin und Visagistin Amber Leigh verheiratet. Das Paar hat zwei gemeinsame Kinder: Zoë Leigh und Jackson Paul.
Cooksey, der sich privat aufgrund der Erkrankung seiner Ex-Frau für das Epilepsy Therapy Project (ETP) einsetzte, arbeitet heute vorwiegend als Voiceover-Sprecher und unterrichtet Schauspiel in Los Angeles.

## Karriere
Das erste Mal stand Cooksey im Alter von sieben Jahren vor der Kamera, als er in der Tonight Show vor Johnny Carson den Country-Song Hey Bartender (Draw 1, Draw 2, Draw 3 More Glasses of Beer) vorsang.
Seine Karriere vor der Kamera begann 1983 mit einer Gastrolle in der Fernsehserie Ein Duke kommt selten allein; ab 1984 verkörperte er dann in den letzten drei Staffeln der Sitcom Noch Fragen Arnold? Sam McKinney in insgesamt 48 Folgen. Es folgten weitere Rollen vor der Kamera in The Cavanaughs und als Robert „Bobby“ Budnick in Salute Your Shorts.
Als Synchronsprecher war er in zahlreichen Animations- und Zeichentrickserien zu hören, beispielsweise in The Little Clowns of Happytown, The Completely Mental Misadventures of Ed Grimley, in Xiaolin Showdown und in Tiny Toon Abenteuer, in der er Montana „Monty“ Max neben anderen Rollen sprach.
Im Jahr 1988 war er Teil des Ensembles von Dennis: The Musical.
Einem breiten Publikum wurde er 1991 in einer kurzen Nebenrolle im Film Terminator 2 – Tag der Abrechnung bekannt, in dem er Tim, den Freund des Protagonisten, John Connor, spielte.
Cooksey betätigt sich neben der Arbeit vor der Kamera auch als Musiker. Er war Leadsänger der Heavy-Metal-Band Bad 4 Good, die im August 1992 das Album Refugee bei Interscope Records veröffentlichte und als Vorgruppe der Damn Yankees spielte. Das Album wurde von dem Gitarristen Steve Vai produziert. Mitte der 1990er Jahre gründete er zusammen mit Michael Bower und Blake Sennett die Band Sheriff und später die Band Arbuckle. Er singt auch unregelmäßig mit der Country-Band Shelter Dogs, die Spenden für missbrauchte Tiere sammelt.
2005 war er zudem in der Podcast-Serie Invader ZIM: The Lost Installments zu hören.
Im deutschen Sprachraum wurde Cooksey unter anderem von Marius Clarén, Tobias John von Freyend, Björn Gebauer, Cyril Geffcken, Wanja Gerick, Nicolai Harpen, Michael Iwannek, Simon Jäger, Florian Kiesel, Hubertus von Lerchenfeld, Hannes Maurer, Norman Matt, Dirk Meyer, Dirk Petrick, Raúl Richter, Ricardo Richter, Dennis Schmidt-Foß, Sebastian Schulz und Roman Wolko synchronisiert.

## Filmografie (Auswahl)

### Filme
- 1986: A Smoky Mountain Christmas (Fernsehfilm)
- 1987: The Little Troll Prince (Fernsehfilm)
- 1988: Mick, mein Freund vom anderen Stern (Mac and Me)
- 1991: Terminator 2 – Tag der Abrechnung
- 1992: Mom und Dad retten die Welt
- 1993: Prophet des Bösen (Fernsehfilm; Prophet of Evil: The Ervil LeBaron Story)
- 1995: Tiny Toons’ Night Ghoulery (Fernsehfilm)
- 2003: Recess: Taking the Fifth Grade (Stimme)
- 2006: Stump the Band
- 2006: Bottoms Up
- 2006: Caspers Gruselschule (Fernsehfilm; Casper’s Scare School)
- 2012: Der Lorax
- 2016: DaZe: Vol. Too (sic) – NonSeNse (auch: Daze)
- 2017: Hey Arnold! Der Dschungelfilm (Fernsehfilm)[10]
- 2023: Raven Van Slender Saves Christmas!

### Fernsehserien
- 1983: Ein Duke kommt selten allein
- 1985: Unbekannte Dimensionen
- 1984–1986: Noch Fragen Arnold? (Diff’rent Strokes)
- 1986: Mr. Belvedere
- 1986: Trio mit vier Fäusten
- 1986: MacGyver
- 1986: Foofur (Stimme)
- 1987: Little Clowns of Happytown (Stimme)
- 1987: Der Werwolf kehrt zurück (Werewolf)
- 1986–1987: Pound Puppies (Stimme)
- 1987: Unser lautes Heim
- 1988: Superman (Stimme)
- 1988: The Completely Mental Misadventures of Ed Grimley (Stimme)
- 1988: The Adventures of Raggedy Ann and Andy (Stimme)
- 1989: ABC Weekend Specials
- 1989: The Further Adventures of SuperTed (Stimme)
- 1986–1989: The Cavanaughs
- 1989: Karate Kid (Stimme; The Karate Kid)
- 1990: Bill und Teds irre Abenteuer (Stimme; Bill & Ted’s Excellent Adventures)
- 1990: Salute Your Shorts: Welcome to Bunk 13 (alternative Pilotfolge)
- 1991–1992: Salute Your Shorts
- 1990–1992: Tom & Jerry Kids (Stimme)
- 1990–1992: Tiny Toon Abenteuer (Stimme)
- 1992: The Plucky Duck Show (Stimme)
- 1992: The Idiot Box
- 1993: Droopy, der Meisterdetektiv (Stimme; Droopy, Master Detective)
- 1993–1994: Die Ren & Stimpy Show (Stimme)
- 1994: Grusel, Grauen, Gänsehaut
- 1992–1994: Arielle, die Meerjungfrau (Stimme)
- 1996: Hey Arnold! (Stimme)
- 1994–1996: Junge Schicksale
- 1998: Oh Yeah! Cartoons (Stimme)
- 1999: Expedition der Stachelbeeren (Stimme)
- 1997–1998: 101 Dalmatiner (Stimme)
- 1997–2000: Pepper Ann (Stimme)
- 2001: Gingers Welt (Stimme)
- 1999–2001: Disneys Große Pause (Stimme)
- 2003: Rocket Power (Stimme)
- 2001–2003: Invader Zim (Stimme)
- 2001–2004: Lloyd im All (Stimme)
- 2000–2004: Static Shock (Stimme)
- 2004–2005: Barbaren-Dave (Stimme)
- 2003: Ozzy & Drix (Stimme)
- 2003: Disneys Große Pause (Stimme)
- 2003–2005: Kim Possible (Stimme)
- 2003–2006: Xiaolin Showdown (Stimme)
- 2006: Z-Squad (Stimme)
- 2001–2007: Typisch Andy! (Stimme)
- 2008–2010: The Secret Saturdays (Stimme)
- 2008: El Tigre: Die Abenteuer des Manny Rivera (Stimme)
- 2009: Phineas und Ferb (Stimme)
- 2010: G.I. Joe: Renegades (Stimme)
- 2010–2012: Kick Buttowski – Keiner kann alles (Stimme)
- 2010–2013: Pound Puppies – Der Pfotenclub (Stimme)
- 2011–2014: Kung Fu Panda – Legenden mit Fell und Fu (Stimme)
- 2014–2015: Regular Show – Völlig abgedreht (Stimme)
- 2021: Long Gone Gulch (Stimme)
- 2022: Close Enough (Stimme)
- 2023: Tiny Toons Looniversity (Stimme)

## Computerspiele (Stimme)
- 2003: Arc: Twilight of the Spirits
- 2003: Need for Speed: Underground
- 2004: Medal of Honor: Pacific Assault
- 2005: Quake 4
- 2006: 24: The Game
- 2006: Xiaolin Showdown
- 2007: Medal of Honor: Airborne
- 2007: Meet the Robinsons
- 2009: MadWorld
- 2009: Stormrise